# Marios Giurdas
Marios Giourdas (ur. 2 marca 1973 w Aleksandropolis) – grecki siatkarz, występujący na pozycji przyjmującego. Wielokrotny reprezentant swojego kraju. Ma na koncie ponad 270 występów w reprezentacji narodowej.
W czasie swojej kariery reprezentował barwy Olympiakosu Pireus, Unimade Parma oraz Iraklisu Saloniki.

## Kariera
Jest wychowankiem klubu MGS Alexandropoula.

### Początki i najlepszy okres kariery – 10 lat wOlympiakosie
Marios Giurdas zadebiutował w barwach Olympiakosu w 1993 roku. W tym samym czasie otrzymał również pierwsze powołanie do reprezentacji narodowej.
W 1994 roku po raz pierwszy wystąpił na Mistrzostwach Świata i zajął tam ze swoją reprezentacją szóste miejsce.
2 lata później zdobył swoje pierwsze klubowe trofeum. Udało mu się zwyciężyć z Olympiakosem Pireus w Pucharze CEV. W finale jego zespół pokonał niemiecki klub SV Bayer Wuppertal.
W roku 1997 zdobył ze swoim zespołem kolejne trofeum, a mianowicie sięgnął po Puchar Grecji.
W 1998 r. po raz pierwszy udało mu się sięgnąć po dublet (mistrzostwo i Puchar Grecji).
Równie udany był dla niego rok 1999, gdyż powtórzył ze swoim zespołem osiągnięcie sprzed roku. Do tego został uznany najlepszym zawodnikiem ligi greckiej.
W 2000 roku nie zdobył obu trofeów, ale mimo wszystko trzeci raz z rzędu został mistrzem Grecji.
Rok później powtórzył ten sukces, po raz kolejny zostając ze swoją drużyną najlepszym klubem w Grecji, a także zdobywając po raz czwarty puchar tego kraju.
Rok 2002 był niezbyt udany dla klubu z Pireusu. Po czteroletniej hegemonii Olympiakos nie wywalczył żadnego trofeum na krajowej arenie. Niepowodzenie w lidze powetował sobie sukcesem w Lidze Mistrzów. Jego zespół zajął bowiem w tych rozgrywkach drugie miejsce. W tym samym roku wystąpił również z reprezentacją Grecji na Mistrzostwach Świata. Zajął tam siódmą lokatę i dodatkowo uplasował się na piątej pozycji w klasyfikacji najlepiej atakujących turnieju.
Ostatnim okresem jego gry w Olympiakosie był rok 2003. Uwieńczył go sukcesem, gdyż jego drużyna po raz kolejny została mistrzem Grecji.
Po tym sezonie przeszedł do ligi włoskiej.

### Sezon we włoskim UniMade Parma
Po 10 latach gry w Grecji, Marios przeniósł się do UniMade Parma, gdzie jednak nie odniósł większych sukcesów.
Pierwsza część rundy zasadniczej była dla jego klubu całkiem udana. Po 13 spotkaniach zajmował on szóste miejsce, z dorobkiem 21 punktów. Druga runda był już jednak znacznie gorsza dla drużyny z Parmy. Zdobyła w niej bowiem tylko 15 punktów, zajmując ostatecznie dziewiąte miejsce, przez co nie zakwalifikowała się nawet do fazy play-off.
W tym roku wystąpił również na Igrzyskach Olimpijskich w Atenach. Jego reprezentacja uplasowała się na miejscach 5-8, choć miała olbrzymią szansę, aby grać w najlepszej czwórce turnieju. Przegrała bowiem 2:3 ćwierćfinałowe spotkanie z USA.
Po niepowodzeniu we Włoszech postanowił wrócić do swojej rodzimej ligi.

### Dwuletnia przygoda w Iraklisie Saloniki
Przed sezonem 2004/2005 Marios przeszedł do jednego z największych rywali Olympiakosu Pireus – Iraklisu.
Pierwszy sezon w tym klubie był dla niego całkiem udany, gdyż po raz szósty w swojej karierze zdobył mistrzostwo Grecji, lecz po raz pierwszy w barwach nowego zespołu. Osiągnął również sukces w Lidze Mistrzów, zajmując w niej ze swoją drużyną drugie miejsce.
W kolejnym nie udało mu się ponownie zdobyć mistrzostwa Grecji, ale to niepowodzenie powetował sobie w innych rozgrywkach. Zdobył ze swoim zespołem Puchar Grecji, a także wywalczył po raz trzeci srebrny medal w Lidze Mistrzów.
Po tym sezonie Marios wrócił do swojego macierzystego klubu.

### Powrót do Olympiakosu
Kolejny sezon Giourdas spędził w klubie, w którym zaczynał uprawiać siatkówkę. Udało mu się również dołożyć kolejny medal tych rozgrywek, gdyż zajął w lidze trzecie miejsce.
W sezonie 2007/2008 Marios będzie dalej reprezentował barwy Olympiakosu Pireus.

## Sukcesy

### reprezentacyjne
- 6. miejsce z reprezentacją Grecji na Mistrzostwach Świata w 1994 roku

- 7. miejsce z reprezentacją Grecji na Mistrzostwach Świata w 2002 roku

### klubowe
- Zwycięstwo z Olympiakosem Pireus w Pucharze CEV w 1996 roku
- Zwycięstwo z Olympiakosem Pireus w Pucharze Grecji w 1997 roku
- Mistrzostwo Grecji z Olympiakosem Pireus w 1998 roku
- Zwycięstwo z Olympiakosem Pireus w Pucharze Grecji w 1998 roku
- Mistrzostwo Grecji z Olympiakosem Pireus w 1999 roku
- Zwycięstwo z Olympiakosem Pireus w Pucharze Grecji w 1999 roku
- Mistrzostwo Grecji z Olympiakosem Pireus w 2000 roku
- Mistrzostwo Grecji z Olympiakosem Pireus w 2001 roku
- Zwycięstwo z Olympiakosem Pireus w Pucharze Grecji w 2001 roku
- 2. miejsce z Olympiakosem Pireus w Lidze Mistrzów w 2002 roku
- Mistrzostwo Grecji z Olympiakosem Pireus w 2003 roku
- Mistrzostwo Grecji z Iraklisem Saloniki w 2005 roku
- 2. miejsce z Iraklisem Saloniki w Lidze Mistrzów w 2005 roku
- Zwycięstwo z Olympiakosem Pireus w Pucharze Grecji w 2006 roku
- 2. miejsce z Iraklisem Saloniki w Lidze Mistrzów w 2006 roku
- 3. miejsce z Olympiakosem Pireus w lidze greckiej w 2007 roku